# Diallo Telli
Pour les articles homonymes, voir Diallo et Telli (homonymie).
Diallo Telli, de vrai nom Boubacar Diallo Telli, né en 1925 à Porédaka et mort le 1er mars 1977 au Camp Boiro, est un diplomate guinéen.

## Biographie
Diallo Telli est né en 1925 à Porédaka, en Guinée. Il était d'origine peule. Il a étudié à l'École normale William-Ponty. Il a étudié pour son baccalauréat à Dakar, puis est allé à l'École nationale de France d'Outre-Mer, à Paris, en France. En 1951, il obtint sa licence en droit et, en 1954, son doctorat en droit. Cette année-là, il fut nommé substitut du procureur de la République auprès du tribunal de Thiès au Sénégal [3]. Il a ensuite été nommé au tribunal de Cotonou, au Dahomey (actuel le nom du Bénin). En 1955, il est nommé à la tête du Haut Commissariat des Nations unies pour l'Afrique de l'Ouest (AOF) à Dakar, poste le plus élevé occupé par un Africain de la période coloniale française. Il est devenu secrétaire général de l'AOF en avril 1957 et a occupé ce poste pendant dix-huit mois.
Il fut le premier secrétaire général de l'Organisation de l'unité africaine selon la charte de L'OUA où il officia pendant huit ans, de 1964 à 1972. Artisan de l'adhésion de la Guinée à l'ONU, le 12 décembre 1958, il meurt le 1er mars 1977, emprisonné dans le Camp Boiro, sous le régime d'Ahmed Sékou Touré.